# George Mann (dartchery)
George Mann es un deportista zimbabuense que compitió en dartchery. Ganó una medalla de oro en los Juegos Paralímpicos de Tokio 1964 en la prueba de dobles clase abierta mixto.

## Palmarés internacional
| Representando a Rodesia del Sur |               |                |                            |
| Juegos Paralímpicos             |               |                |                            |
| Año                             | Lugar         | Medalla        | Prueba                     |
| 1964                            | Tokio (Japón) | Medalla de oro | Dobles clase abierta mixto |